# 早川尚人
早川 尚人（はやかわ ひさと、1982年7月19日 - ）は、大阪府出身の競艇選手。登録番号4200。身長165cm。血液型A型。91期。大阪支部所属。同期に川上剛、長嶋万記、三浦永理らがいる。

## 来歴
- やまと競艇学校時代、リーグ戦勝率3.95（準優出2　優出はなし）の成績を残した。
- 2002年11月7日、住之江競艇場でデビュー（5着）。
- 2003年2月21日、三国競艇場での一般競走初日1Rで初勝利（49走目）。
- 2010年2月14日、下関競艇場での「2月9日・ふくの日記念レース」で初優出（4着）[1]。